# Lombokkruis
Het Lombokkruis is een Nederlandse militaire onderscheiding voor alle militairen die tussen 26 juni en 24 december 1894 meegedaan hebben aan de Lombok-Expeditie. De onderscheiding werd bij Koninklijk Besluit van 13 april 1895 ingesteld door  koningin-regentes Emma der Nederlanden, handelend voor haar minderjarige dochter koningin Wilhelmina.

## Geschiedenis
De reden voor de instelling was dat bij de Lombok-Expeditie na een aanvankelijk echec de orde door de Nederlandse expeditionaire troepen hersteld en het Nederlandse gezag bevestigd werd.
Het Lombokkruis werd met veel ceremonieel en statie op 6 juli 1895 op het Malieveld te Den Haag door de 14-jarige Wilhelmina uitgereikt aan alle deelnemers van de land- en de zeemacht die tussen 26 juni en 24 december 1894 (de dag dat de expeditie formeel ontbonden werd) aan de expeditie hadden deelgenomen. Het was een van haar eerste publieke optredens.
Koningin Wilhelmina verordonneerde in 1944 in Londen dat de in te stellen Bronzen Leeuw aan hetzelfde lint als het oude Lombokkruis zou worden gedragen.

## Beschrijving van het kruis

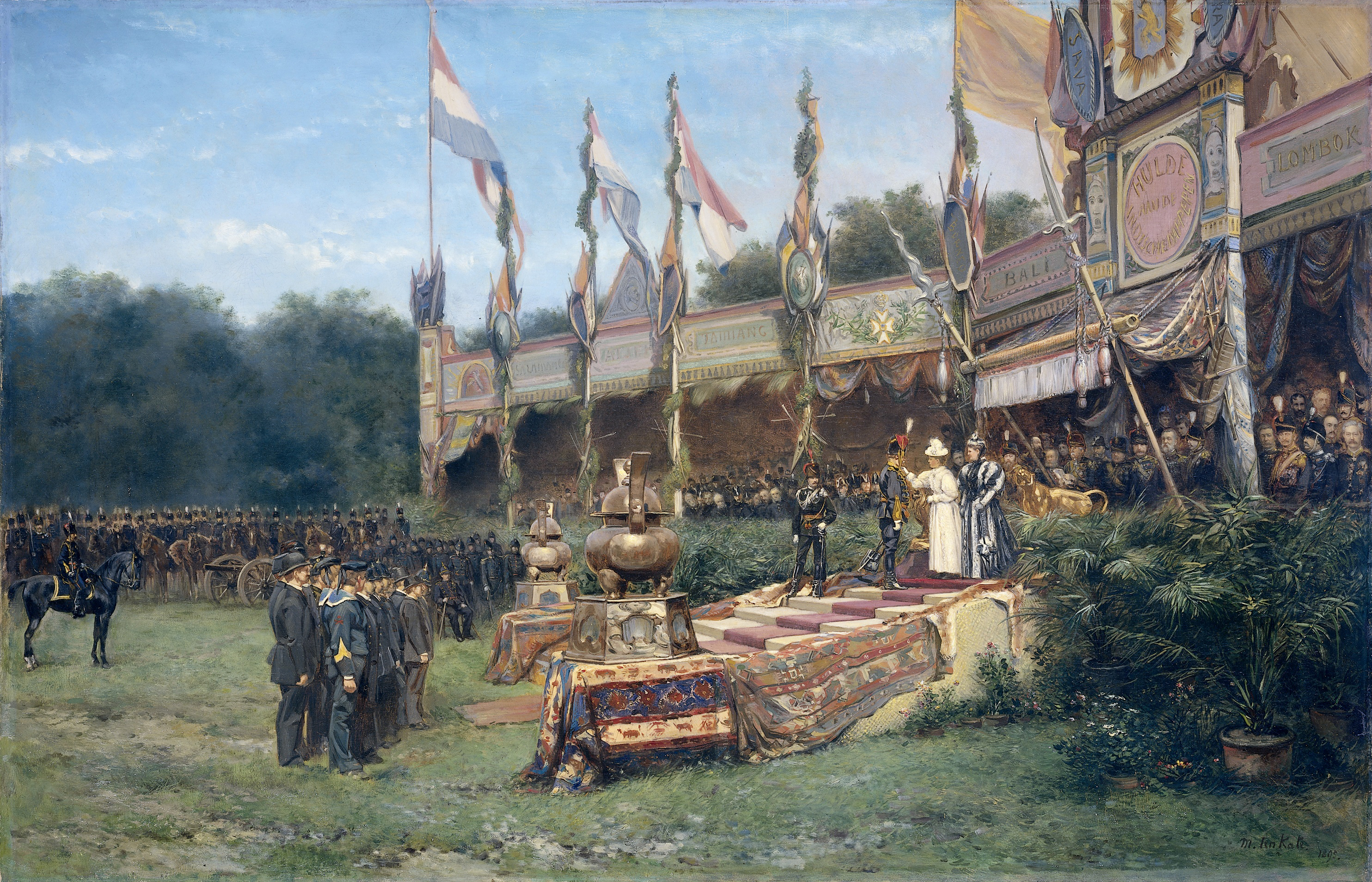
"Uitreiking van de Lombokkruizen op 6 juli 1895 op het Malieveld te Den Haag", door Mari ten Kate.

Het is een 41 millimeter breed vierarmig bronzen kruis met grote ballen op de acht hoeken. In het midden is koningin Wilhelmina als meisje met loshangend haar afgebeeld op een medaillon. Op de armen staat de naam van het eiland, Lombok, waar de strijd plaatsvond en de namen van de plaatsen waar de zwaarste gevechten werden geleverd, Tjakra Negara en Mataram. Op de onderste arm is het jaartal 1894 geplaatst.
Het medaillon werd vervaardigd van het op de Lombokkers veroverde bronzen geschut. Op de keerzijde is binnen een krans van laurierbbladeren een "Nederlandse Leeuw" afgebeeld, zoals die indertijd in het rijkswapen was afgebeeld. De gekroonde leeuw draagt een zwaard en een bundel pijlen. Op de armen staat de tekst "HULDE AAN LEGER EN VLOOT".
Het gewaterde zijden lint is 37 millimeter breed en verdeeld in negen gelijke banen van oranje en Nassaus blauw met oranje banen aan de buitenzijde van het lint.